# Commiphora zanzibarica
Commiphora zanzibarica là một loài thực vật có hoa trong họ Burseraceae. Loài này được (Baill.) Engl. mô tả khoa học đầu tiên năm 1883.